# The Park (videogioco)
The Park è un videogioco horror psicologico in prima persona, sviluppato e pubblicato da Funcom. Il gioco è stato pubblicato per Microsoft Windows tramite la piattaforma Steam il 27 ottobre 2015 ed è uno spin-off di un precedente gioco Funcom, The Secret World. Successivamente, è stato reso disponibile per PlayStation 4 e Xbox One il 3 maggio 2016, e per Nintendo Switch il 22 ottobre 2019. Inoltre, è stato distribuito in Giappone il 24 settembre 2020. Il gioco si svolge nell'Atlantic Island Park, chiuso nel 1980 per ragioni misteriose che vengono gradualmente svelate durante il gioco.

## Trama
Il gioco segue le vicende di Lorraine, una madre single e vedova con un passato travagliato, nella ricerca di suo figlio Callum, scomparso all'Atlantic Island Park. La protagonista segue infatti il figlio dentro al parco proprio mentre quest'ultimo si prepara per la chiusura pomeridiana. La notte arriva in modo innaturale e veloce mentre Lorraine sale le scale mobili, solo per scoprire che il parco è abbandonato, vandalizzato e fatiscente, come se fossero passati diversi anni dalla sua chiusura. Ciononostante, le luci e le giostre stranamente funzionano ancora. Lorraine cerca allora Callum e segue la sua voce nelle profondità del parco, ma riesce solo a recuperare una scarpa smarrita dal figlio, che sembra sempre più lontano. 
La protagonista sale a bordo di diverse giostre che rivelano quelli che sono i temi del gioco: il tunnel delle fiabe, ad esempio, narra la storia di Hansel e Gretel, che tuttavia finisce con i due protagonisti che divorano la strega dopo averla cucinata. Sulla ruota panoramica, la donna ricorda il padre di Callum, Don, un operaio del parco morto a seguito di una caduta dalla ruota panoramica proprio mentre Lorraine era incinta. Tra una giostra e l'altra, Lorraine esprime la sua frustrazione nei confronti del figlio, la sensazioni di fallimento come madre, i suoi problemi di salute mentale e la paura che Callum possa cambiare a causa di qualche misteriosa minaccia. Mentre è sulle montagne russe, un mostruoso direttore di circo con un cappello a cilindro (che, nei titoli di coda, verrà identificato come l'uomo nero) si avvicina a Lorraine per dirle che "la Strega" ha rapito suo figlio.
Secondo le annotazioni, i terreni del parco furono contaminati a seguito delle azioni del precedente proprietario del parco, Archibald Henderson, di cui il nuovo proprietario, Mr. Winter, ha approfittato. Dalle note si può constatare come egli avesse "raccolto" le emozioni positive degli ospiti del parco e come tali energie gli avrebbero garantito l'immortalità. Di conseguenza, i dipendenti vissero non solo momenti di ansia ma anche incidenti fatali. In particolare, un caso ha coinvolto la mascotte del parco, lo scoiattolo Chad. Steve, l'impiegato sotto la maschera da scoiattolo, si rifiutò di togliere il costume uccidendo dunque un adolescente con un rompighiaccio. A seguito dell'arresto di Steve e della scomparsa di oltre una dozzina di bambini all'interno della casa degli orrori, il parco venne chiuso definitivamente.
Lorraine segue Callum dentro la casa degli orrori, osservando le analogie con la storia di Hansel e Gretel. All'interno dell'attrazione, i messaggi di Mr. Winter rivelano che si è ritirato nella casa con le sue macchine nel tentativo di raggiungere l'immortalità. Gli interni della casa cambiano di continuo in un circolo ripetitivo e prendono le sembianze della casa di Lorraine durante gli anni (in un modo simile al videogioco P.T.). Si scopre così che Lorraine veniva abusata dal padre che la rapì da bambina e che la donna soffriva di depressione alla nascita del figlio. Inoltre, si scopre che è stata sottoposta alla terapia di elettroshock. Man mano che cambiano le versioni della casa, quest'ultima diventa sempre più decrepita e disturbante. Alla fine, la protagonista trova un messaggio di Mr. Winter che rivela come egli abbia bisogno di bambini per far funzionare le sue macchine da raccolta e di come abbia già rapito e ucciso almeno un bambino. Le varie annotazioni combinate con le raffigurazioni di Mr. Winter con un abbigliamento da direttore di un circo suggeriscono che sia proprio l'uomo nero che infesta i terreni.
Lorraine scopre che nelle versioni più antiche della storia di Hansel e Gretel la matrigna e la strega erano la stessa persona, e si convince di essere la vera Strega, apparentemente accettando il fatto che il suo rifiuto dei confronti di Callum sia il motivo per cui il bambino sia scomparso. Raggiunge il figlio, disteso privo di sensi su una lastra (simile a un tavolo operatorio). Lo scoiattolo Chad appare dietro di lei, sostituito subito dall'uomo nero che la costringe a prendere in mano un rompighiaccio insanguinato e, guidandola nell'atto, a pugnalare il bambino al cuore.
Successivamente, si vede  Lorraine seduta addolorata nella stanza degli interrogatori di una stazione di polizia. Un detective, identico al guardiano del parco, entra nella stanza tenendo in mano un barattolo contenente un'ape e le chiede di pensare all'ultimo posto in cui ha visto suo figlio. La donna risponde che, nel suo cuore e nella sua mente, lei tornerà sempre all'Atlantic Island Park. In definitiva, nonostante gli elementi soprannaturali del gioco siano confermati dalla presenza di Lorraine in The Secret World, rimane il dubbio su quanto visto inThe Park sia reale o immaginario.

## Modalità di gioco
The Park viene vissuto in prima persona dal momento che il giocatore, nei panni della protagonista Lorraine, interagisce con l'ambiente decrepito dell'Atlantic Island Park. Il gioco non prevede combattimenti o nemici e Lorraine può solo interagire con elementi limitati, principalmente note che rivelano i retroscena del parco. Lorraine può rivolgersi ad un altro personaggio del gioco, Callum, e seguire la sua voce per raggiungere aree o oggetti dentro al parco, come ad esempio le giostre. Esse, infatti, danno modo di approfondire la trama e sono fonte di spavento. Durante il gioco, vengono narrati i ricordi e le emozioni della protagonista.

## Sviluppo
The Park è stato annunciato dalla Funcom il 26 agosto del 2015. Secondo Rui Casais, lo sviluppo del gioco era partito come un esperimento da parte di un piccolo team. L'obiettivo era quello di sfruttare i mondi dei loro precedenti MMOG per trasformarli in giochi per giocatore singolo più brevi. Sostiene inoltre che lavorare su un nuovo gioco per giocatore singolo è stato "stimolante dal punto di vista creativo", dal momento che il loro ultimo gioco per giocatore singolo è stato Dreamfall: The Longest Journey del 2006. L'universo del gioco è basato su The Secret World del 2012.
Il gioco è stato annunciato per PlayStation 4 e Xbox One nel novembre del 2015. Più avanti, Funcom ha annunciato che le versioni per console sarebbero uscite il 3 maggio 2016, facendo sì che il gioco fosse il primo della Funcom sviluppato per console dai tempi di Dreamfall nel 2006.

## Accoglienza
Il gioco detiene un punteggio di 67 su 100 su Metacritic basato su 25 recensioni, che indicano "recensioni contrastanti o nella media".